# Moore am Überling
Moore am Überling este o arie protejată (arie specială de conservare — SAC, sit de importanță comunitară — SCI) din Austria întinsă pe o suprafață de 38,41 ha, integral pe uscat.

## Localizare
Centrul sitului Moore am Überling este situat la coordonatele 47°10′25″N 13°54′09″E / 47.1736°N 13.9025°E.

## Înființare
Situl Moore am Überling a fost declarat sit de importanță comunitară în aprilie 2000 pentru a proteja un număr necunoscut de specii din flora spontană și fauna sălbatică aflate în arealul zonei. Situl a fost protejat și ca arie specială de conservare în septembrie 2005.

## Biodiversitate
Situată în ecoregiunea alpină, aria protejată conține 6 habitate naturale: Fânețe montane, Turbării active, Mlaștini turboase de tranziție și turbării mișcătoare, Depresiuni pe substraturi de turbă de Rhynchosporion, Mlaștini împădurite, Păduri acidofile de Picea de la nivel montan la nivel alpin (Vaccinio-Piceetea).
La baza desemnării sitului se află un număr nedeclarat de specii protejate.
Pe lângă speciile protejate, pe teritoriul sitului au mai fost identificate 2 specii de păsări.